# Сапарін Віктор Степанович
Віктор Степанович Сапарін (9 лютого (22 лютого) 1905, Москва — пом. 15 серпня 1970, Москва) — російський радянський письменник-фантаст та журналіст, багаторічний головний редактор журналу «Вокруг света».

## Біографія
Віктор Сапарін народився у 1905 році в Москві в сім'ї журналістів. Після закінчення школи навчався в Московському механіко-електротехнічному інституті, а з 1926 року працював журналістом та фейлетоністом у низці періодичних видань. Під час радянсько-німецької війни Сапарін воював на фронті. Після війни у 1946 році вийшло друком його перше фантастичне оповідання «Ультраоко». У 1949 році Віктор Сапарін став виконуючим обов'язки головного редактора журналу «Вокруг света», а невдовзі був затверджений постійним головним редактором, та пропрацював на цій посаді 20 років аж до 1969 року. На цій посаді Сапарін відновив у журналі публікацію науково-фантастичних творів, які постійно публікувалися в журналі до 20-х років ХХ століття, та став ініціатором створення додатку до журналу під назвою «Искатель», який спеціалізувався на публікації пригодницьких та науково-фантастичних творів.
У літературній творчості Віктор Сапарін спочатку був прихильником «фантастики близького прицілу», проте вже в своїй першій повісті «Нова планета» він уперше в радянській літературі вжив слово «космонавт», яке за кілька років стало широковживаним. У своєму оповіданні «Перша вахта» письменник описав дистанційний хірургічний маніпулятор, а в оповіданні «Суд над Танталусом» описав прообраз сучасного ноутбука. А вже з 1958 до 1962 року вийшла друком серія оповідань, присвячені дослідженню Венери, де земляни вступили в контакт із розумними місцевими жителями. Віктор Сапарін також опублікував збірку гумористичних оповідань «Олівець-утікач», яка вийшла друком у 1963 році.
Після виходу на пенсію з посади головного редактора журналу «Вокруг света» Віктор Сапарін прожив лише рік, і помер 15 серпня 1970 року в Москві.